# The Blue Caps
The Blue Caps — американский музыкальный коллектив, аккомпанирующая группа рок-н-ролльщика Джина Винсента. Прекратила существование к концу 1958 года.
В 2012 году группа The Blue Caps вместе с Джином Винсентом была включена в Зал славы рок-н-ролла.
Кроме того, песня «Be-Bop-A-Lula» в исполнении Джина Винсента и его группы Blue Caps (англ. Gene Vincent & His Blue Caps) входит в составленный Залом славы рок-н-ролла список 500 Songs That Shaped Rock and Roll.

## Состав

### Апрель—сентябрь 1956
- Клифф Галлап (англ. Cliff Gallup) — соло-гитара
- Вилли Уильямс (англ. Willie Williams) — ритм-гитара
- Джин Винсент — вокал
- Дики Харрелл (англ. Dickie Harrell) — ударные
- Джек Нил (англ. Jack Neal) — акустическая бас-гитара

В сентябре 1956 Уильямс покинул группу и вернулся на свою работу музыканта в группе на радиостанции WCMS.

### Зал славы рок-н-ролла
В Зал славы рок-н-ролла в составе группы The Blue Caps были приняты следующие участники:
- Томми Фаченда[англ.] (англ. Tommy Facenda, род. 10 ноября 1939) — вокал
- Клифф Галлап (англ. Cliff Gallup, 17 июня 1930 — 9 октября 1988) — лид-гитара
- Дики Харрелл (англ. Dickie Harrell, род. 27 августа 1940) — ударные
- Бобби Джонс (англ. Bobby Jones, род. 4 января 1934) — бас-гитара
- Джонни Микс (англ. Johnny Meeks, род. 24 марта 1937) — лид-гитара
- Джек Нил (англ. Jack Neal, 7 ноября 1930 — 22 сентября 2011) — бас-гитара
- Пол Пик[англ.] (англ. Paul Peek, 23 июня 1937 — 3 апреля 2001) — вокал, ритм-гитара
- Вилли Уильямс (англ. Willie Williams, 18 декабря 1935 — 28 августа 1999) — ритм-гитара[2]